# Radio Sutch

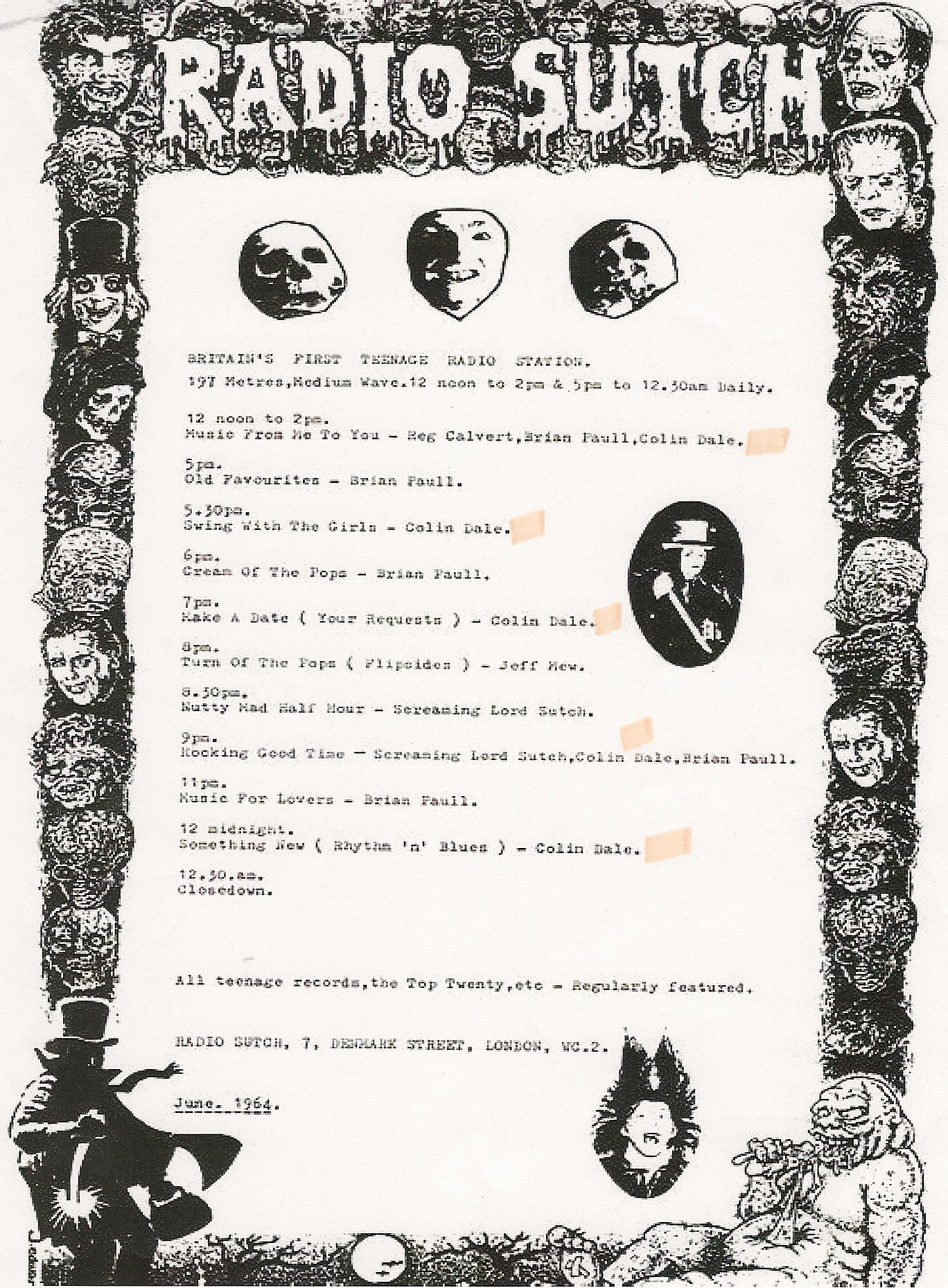
Sendeprogramm, Juni 1964, mit Genehmigung von Colin Dale

Radio Sutch war ein Piratensender, der 1964 von dem britischen Rockmusiker und Politiker Screaming Lord Sutch zusammen mit seinem Manager Reg Calvert gegründet und betrieben wurde. Er war der dritte Piratensender Großbritanniens, neben bekannteren wie Radio Caroline. Der Sender existierte unter dem Namen Radio Sutch nur wenige Monate und ging dann in Radio City auf.
Radio Sutch sendete regelmäßig zweimal täglich jeweils mehrere Stunden. Ausfälle, bedingt durch die primitive technische Ausstattung, waren jedoch nicht selten. Das Programm bestand aus Rockmusik von Bands, die von Reg Calvert betreut wurden, wobei Sutchs eigene Werke einen großen Teil einnahmen. Ferner las Mandy Rice-Davies, die an der Profumo-Affäre beteiligt war, welche 1963 zum Rücktritt eines britischen Ministers geführt hatte, aus dem damals als pornografisch angesehenen Roman Lady Chatterley.
Radio Sutch wird von dem früheren DJ Colin Dale als Internetradio weiterbetrieben.

## Geschichte
In den 1960er-Jahren waren viele junge Briten mit dem Monopolprogramm der BBC unzufrieden, da diese fast keine Rockmusik ausstrahlte. Diese Lücke füllten lediglich der amerikanische Armeerundfunk AFN und einige halb- oder illegal betriebene Radiosender, die sich unter Jugendlichen großer Beliebtheit erfreuten. Da die Sender ohne Lizenz und folglich illegal betrieben wurden, mussten sie vor behördlichem Zugriff geschützt werden. Eine Lösung war, sie außerhalb des britischen Territoriums, zum Beispiel in internationalen Gewässern, zu betreiben. 1964 hatte Radio Caroline unter großem Aufsehen seinen Sendebetrieb von Bord eines Schiffs außerhalb der britischen Drei-Meilen-Zone aus aufgenommen. Für Sutch war es naheliegend, seine Popularität durch den Betrieb eines eigenen Senders zu erhöhen, zumal viele seiner Platten von der BBC boykottiert wurden.
Sutch stellte seinen Sender, dem er später den Beinamen „Britanniens erster Teenage-Radiosender“ verlieh, auf einer Pressekonferenz vor. Als er das Radio einschaltete, waren die Anwesenden von der starken Sendeleistung der neuen Radiostation begeistert. Reg Calvert soll jedoch heimlich von einem nahegelegenen Hügel aus, unter einem Baum versteckt, gesendet haben, um eine viel höhere Sendeleistung vorzutäuschen, als in Wirklichkeit zur Verfügung stand.
Postanschrift des Senders war das Büro der Künstleragentur „King's Agency“, 7 Denmark Street, London WC2. Es handelte sich dabei um die Agentur Calverts und seines Geschäftspartners Terry King, die bereits namhafte Gruppen wie The Fortunes betreute.
Bereits im September 1964 verlor Sutch das Interesse an dem Sender und verkaufte seinen Anteil an Calvert, der ihn erheblich ausbaute und unter dem Namen Radio City weiterbetrieb.

### FischkutterCornucopiaundHarvesters

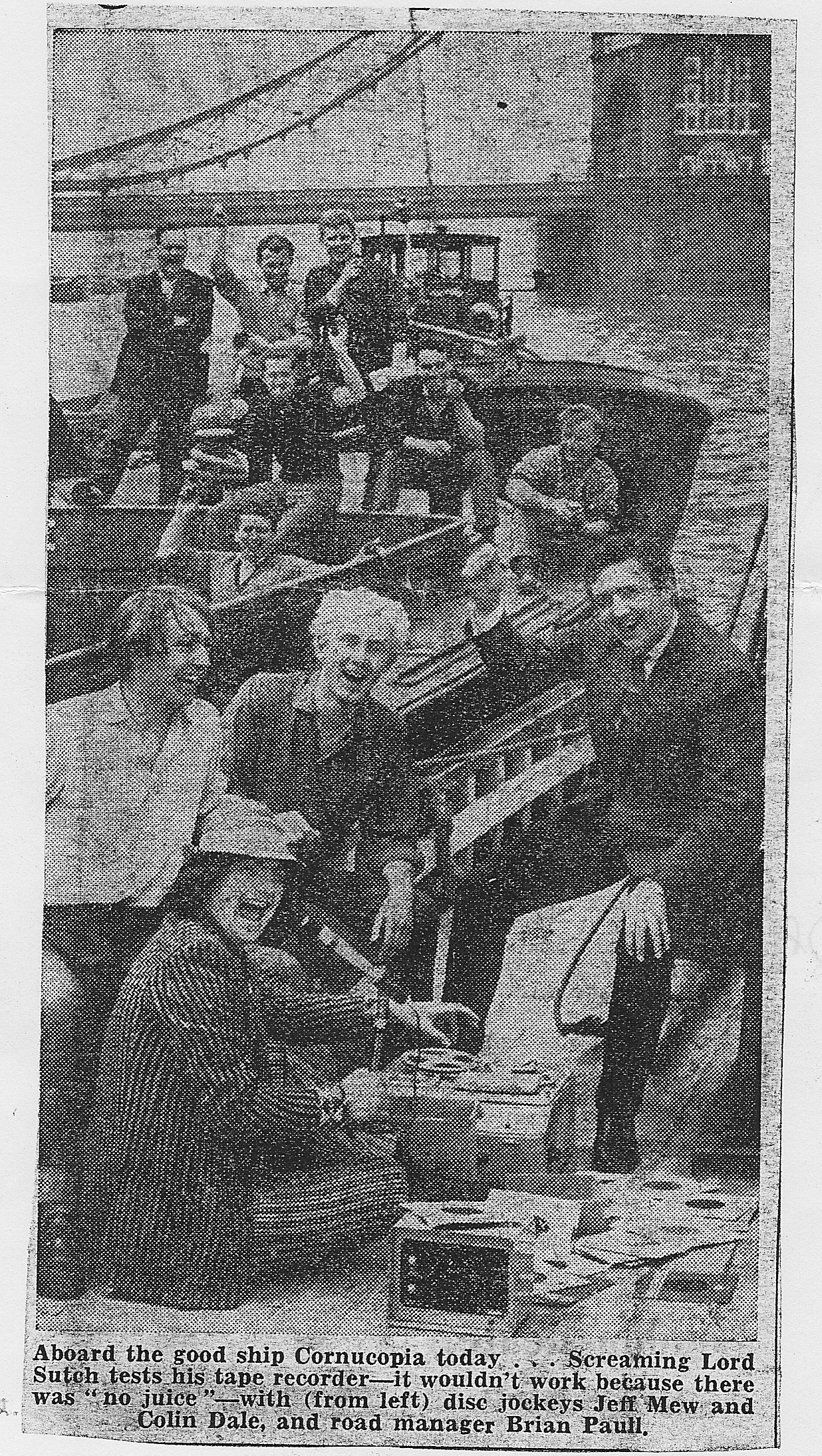
Sutch auf der Themse, 1964, mit Genehmigung von Colin Dale

Frühe Sendungen wurden angeblich von dem 20-Meter-Trawler „Cornucopia“ ausgestrahlt, der zu diesem Zweck mit einer improvisierten Sendeanlage und einer Antenne ausgestattet worden war. Der Trawler wurde stundenweise angemietet, nachdem dieser seine Fangzüge beendet hatte. Die Bedingungen an Bord eines Fischkutters waren jedoch denkbar ungünstig.

„Er war mit Fischschuppen bedeckt und stank zum Himmel, und all die Reporter und Presseleute rutschten darauf herum und stürzten fast zu Tode.“

Der Sendebetrieb von Bord der Cornucopia wurde unter großem Medieninteresse am 25. Mai 1964 aufgenommen. Der Trawler fuhr bis mittags auf Fischfang, danach diente er als Sendeplattform, jedoch nur für etwa zwei Wochen. Dann drängte der Eigner auf Auszug, denn seine Versicherung drohte, ihm den Vertrag zu entziehen, weil er das Schiff nicht bestimmungsgemäß nutze.
Möglicherweise war jedoch die „Cornucopia“-Ära lediglich ein Werbemanöver; nach den Erinnerungen von Colin Dale sei der Trawler einige Male angemietet worden, um ihn werbewirksam, mit Bannern dekoriert, die Themse auf und ab fahren zu lassen. Auch die Sendungen von dem Fischerboot „Harvesters“ sollen erfunden sein. In Wahrheit soll Radio Sutch ausschließlich von dem aufgegebenen Militärstützpunkt Shivering Sands aus gesendet haben.

### Armeestützpunkt Shivering Sands

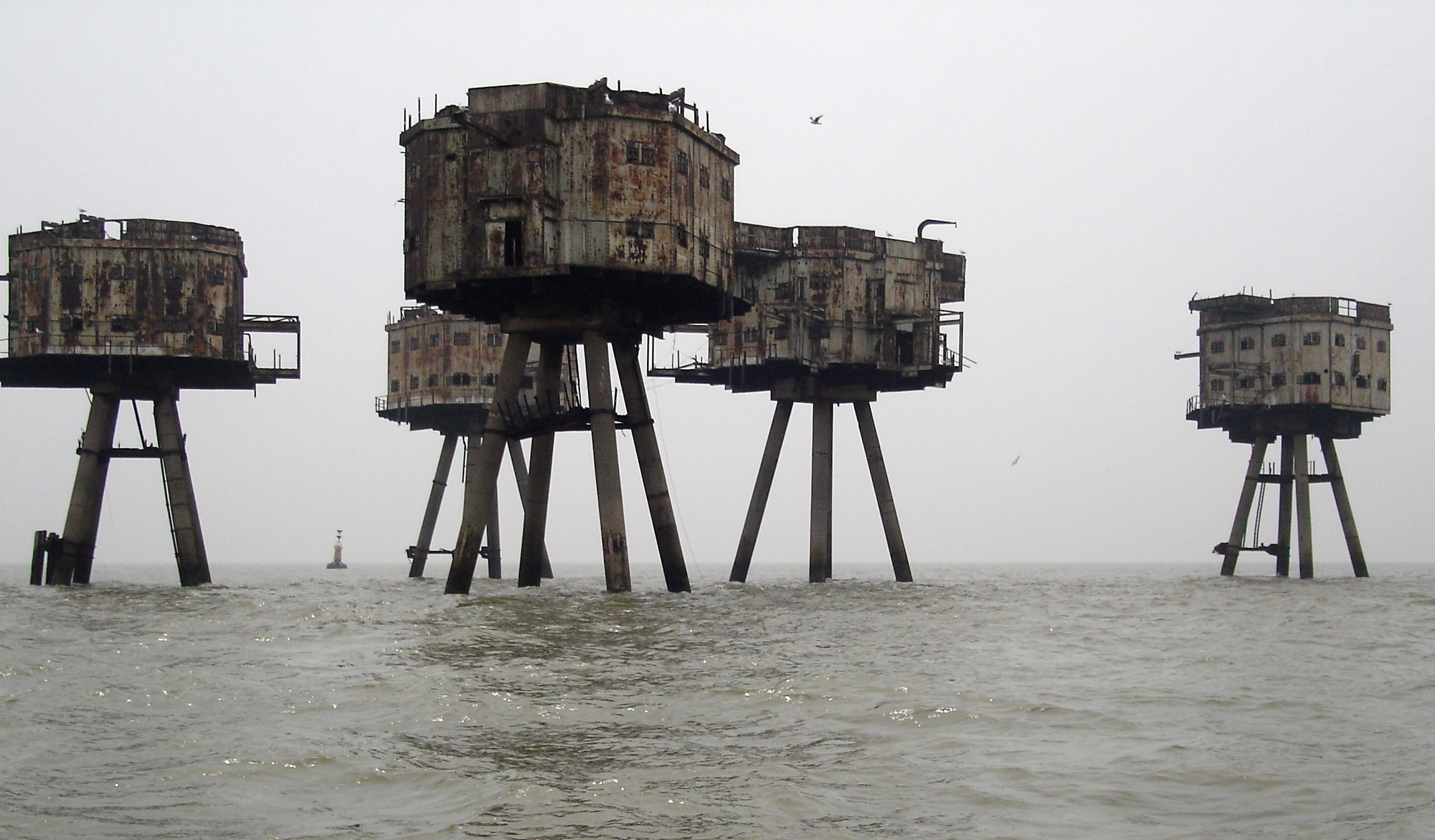
Ein Army Fort, Maunsell Sea Fort

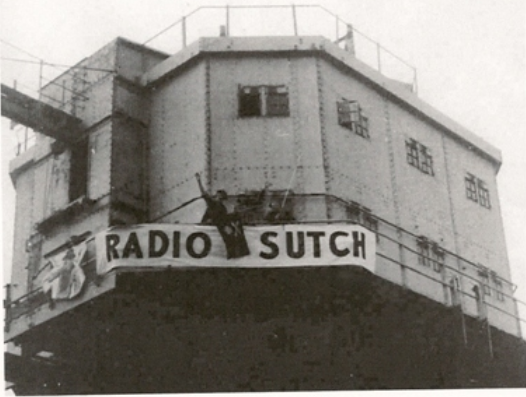
Der besetzte Geschützturm auf Shivering Sands

Als Sendeplattform diente Shivering Sands, eines der Maunsell Forts in der Themsemündung, aufgegebene Armeestützpunkte aus dem Zweiten Weltkrieg mit unklarem Rechtsstatus. Im Mai 1964 ließ sich Radio Sutch auf Shivering Sands (51° 29′ 57″ N, 1° 4′ 29″ O) nieder und setzte von dort aus auf Mittelwelle 1542 kHz den Sendebetrieb unter primitiven Bedingungen fort. Die Stromversorgung des aus einem Bomber Typ Handley Page Halifax stammenden Senders erfolgte durch zusammengeschaltete Autobatterien, später durch vom Festland herangebrachte Dieselgeneratoren. Durch eine Schiffskollision war ein Geschützturm zerstört und die Anlage damit von ihrem eigenen Generator abgeschnitten worden. Die Antenne war aus einer Gerüststange improvisiert. Ein Freund Calverts belieferte mit seinen Fischkuttern „Harvesters“ und „Harvesters II“ von Whitstable aus die Station mit Versorgungsgütern. Während des Betriebs kam es zu mehreren Zwischenfällen, so geriet die improvisierte Elektroinstallation in Brand, und DJ Colin Dale musste wegen einer akuten Lebensmittelvergiftung von einem Militärhubschrauber ausgeflogen werden, nachdem er über den Sender zur Programmzeit um Hilfe gerufen hatte. Ein wichtiger Besucher aus der Londoner Musikbranche fiel beim Versuch, von einem Boot aus die Leiter zum Fort zu erklettern, ins Meer und wäre von dem Boot fast an einem der Pfeiler der Anlage zerquetscht worden. Er fuhr durchnässt und verärgert zurück, ohne das Fort betreten zu haben.
Britische Behörden erwogen in der Anfangszeit, die unbefugt eingedrungenen Nutzer aus der Anlage zu entfernen. Die Zuständigkeiten konnten jedoch nicht geklärt werden. Auch fürchtete man ablehnende öffentliche Reaktionen insbesondere im Falle eines Scheiterns der Räumung. Ein ernsthafter Räumungsversuch wurde daher nicht unternommen. Man hoffte, dass die unangenehmen Lebensbedingungen im Fort die Benutzer zur Aufgabe bewegen würden.

### Internetradio
Ende 2009 nahm DJ Colin Dale den Betrieb von Radio Sutch als Internetradio wieder auf. Das Programm besteht aus Rock ’n’ Roll und Popmusik der 1950er und 1960er Jahre sowie aktueller Rockmusik.

## Sonstiges
- Radio Sutch war der erste Sender, der sich auf einem aufgegebenen Militärstützpunkt vor der britischen Ostküste niederließ. In der Folge wurden noch mehrere andere Stützpunkte von Piratensendern besetzt. Wegen der Nutzung der Forts als Sendeplattformen kam es teilweise zu gewalttätigen Auseinandersetzungen.
- Sutchs Manager und Partner Reg Calvert wurde 1966 bei den Auseinandersetzungen um eine solche Offshore-Radiostation erschossen.
- Das selbsternannte Fürstentum Sealand, lediglich aus einem Maunsell-Fort und wenigen Personen bestehend, ging aus der damaligen Offshore-Radioszene hervor.
- DJ Colin Dale trat bei den Unterhauswahlen 2010 als Kandidat für die von Sutch gegründete Partei „Official Monster Raving Loony Party“ an.[8]